# Fulgorán de Canabea
Fulgorán de Canabea es el protagonista de dos libros de caballerías, uno alemán y otro francés, ambos pertenecientes a la serie de libros que continúan la acción del famoso libro de caballerías español Amadís de Gaula.

## Fulgorán de Canabea enEl vigesimotercer libro de Amadís de Gaula
Fulgorán de Canabea es el principal personaje de El vigesimotercer libro de Amadís de Gaula ("Das Drei und zwentzigste Buch der Hystorien vom Amadis auß Franckreich"), libro de caballerías alemán, que fue publicado por primera vez en Fráncfort en 1594, como parte del llamado ciclo de Amadís de Francia. Esta obra fue traducida al francés y publicada en París en 1615, con el título de Le vingt et troisiesme livre d'Amadis de Gaule. Se desconoce quién fue su autor. 
La obra se inicia con el relato del amorío de don Rogel de Grecia, descendiente de Amadís, con la hermosa Florela, reina de la isla Canabea (romance que se refiere en las versiones alemana y francesa de Rogel de Grecia, aunque no figuraba en el texto original castellano). De esta relación nace un niño, Fulgorán, en un parto prematuro, como consecuencia del cual muere la reina Florela. El niño es llevado al monte Etna en Sicilia por un gigante llamado Encélado, que vivía allí y era experto en nigromancia. En el Etna, el niño es criado en el paganismo y en la creencia de que Encélado es su padre. El gigante lo educa en los valores de la caballería y le proporciona como cabalgadura un grifoleón -mezcla de grifo y de león-, con el cual puede surcar los aires. Debido a una señal en su cuerpo, recibe el sobrenombre de Caballero Ardiente o Caballero del Fuego.
En el grifoleón, Fulgorán viaja por los aires hasta el Perú, donde libra de las garras de un león al rey Attabaliba (Atahualpa) y llega a ser un personaje prominente en su corte. Sin embargo, Fulgorán y la esposa del monarca peruano, la reina Zarzaparilla, se enamoran y se convierten en amantes durante una estadía en el castillo de Xareriborc. Guacanarillo, duque de Cuscón (Cuzco) se percata de la relación y requiere de amores a la reina Zarzaparilla, que lo rechaza indignada. Guacanarillo escribe entonces al rey para denunciar el adulterio de la reina e incluso falsifica una carta de Fulgorán a Zarzaparilla. El monarca, presa de la ira, ordena conducir a la reina y a Fulgorán a la ciudad de Casiamalca (Cajamarca), pero el Caballero Ardiente logra escapar. La reina es condenada a ser quemada, a menos que alguien logre desmentir por las armas las afirmaciones de Guacanarillo, a quien apoya un perverso gigante llamado Mandrabul. Cuando se va a efectuar la ejecución, aparecen primero un caballero desconocido y después el Caballero Ardiente, quienes se enfrentan a Guacanarillo y a Mandrabul y les dan muerte. Se proclama la inocencia de la reina, aunque en realidad está encinta del Caballero Ardiente. Este entre tanto debe enfrentarse con los parientes de Guacanarillo y también es víctima del odio del hechicero Mandrabulín, hijo del gigante muerto, que le roba su grifoleón. También es atacadado por otros parientes de Mandrabul a los que logra vencer. Zarzaparilla da secretamente a luz un hijo, al que se da el nombre de Fulgorandor, y muere poco después del parto. Una encantadora llamada la Sabia Doncella conduce al Caballero Ardiente de regreso al Viejo Mundo, donde sigue dando cima a asombrosas hazañas, hasta que se descubre su identidad. 
En El vigesimocuarto y último libro de Amadís de Gaula, publicado en Fráncfort en 1595, que continúa la acción del libro precedente, Fulgorán es un personaje bastante secundario. Fulgorandor, criado en el Perú sin conocer su filiación, logra hacerse con el grifoleón de su padre y viaja en él a Trapisonda. Allí encuentra a Fulgorán, quien le reclama la propiedad del grifoleón. Se enfrentan con las armas, pero su violento combate es interrumpido por la Sabia Doncella, quien revela a ambos su vínculo de padre e hijo. La Sabia Doncella también presenta a Fulgorán otro joven hijo suyo, Ardandindo, del cual ella es la madre y que había sido concebido cuando viajaban junto desde el Perú, y le pide que lo arme caballero, lo cual efectúa Fulgorán.

## Fulgorán de Canabea en laPrimera partedeLe Romant des Romans
Fulgorán es también el protagonista de la Primera parte de Le Romant des Romans, de Gilbert Saulnier Duverdier, el libro XXV del ciclo amadisiano francés. Aunque esta obra es una continuación de la Sexta parte de Esferamundi de Grecia de Mambrino Roseo, y no del El vigesimotercer libro de Amadís de Gaula y sus continuaciones, una buena parte de su texto está claramente inspirada en la obra alemana, que Duverdier sin duda conoció en su versión francesa, publicada en París en 1615. La historia de Fulgorán con Zarzaparilla se repite en este libro, solo que la protagonista del ilícito amorío no es una reina peruana sino Claringia, esposa del rey Dardanor de Romería. Fulgorán, también llamado Caballero Ardiente en la obra de Duverdier, logra también la exoneración de la reina de las acusaciones de adultero de que la había hecho objeto un cortesano de Dardanor, el conde de Clina, que la había requerido de amores. Después, Fulgorán protagoniza numerosas aventuras, en una de las cuales traba estrecha amistad con el príncipe Prigmaleón de Etiopía. Elevado al trono de Canabea, el Caballero Ardiente organiza una gran alianza de príncipes paganos, al frente de la cual ataca la ciudad de Trapisonda y después Constantinopla.  Sin embargo, durante el asedio de esta ciudad, y gracias a las artes del sabio Alcandro, se descubre su verdadera identidad, y entonces Fulgorán se convierte al cristianismo y se bautiza.
Fulgorán no es mencionado en la Segunda parte de Le Romant des Romants (el libro XXVI amadisiano) y apenas se menciona en la Tercera parte (el libro XXVI), como uno de los reyes cristianos que ayudan a enfrentar otra gran alianza de monarcas paganos.
- Datos: Q47501876